# Sieve (rijeka)
Sito je rijeka u Italiji. Pritok je rijeke Arno u koju se ulijeva u Pontassieveu nakon toka od 62 km. Sito izvire u toskansko-emilijskim Apeninima, blizu prijevoja Futa, na 930 m nadmorske visine.
Teritorij kojim teče poznat je na talijanskom kao Valdisieve. Na talijanskom jeziku ime "Sieve" je ženskog roda, pa se stoga naziva La Sieve.